# Động đất Canterbury 2010
Động đất Canterbury năm 2010 (cũng gọi là động đất Darfield) là một trận động đất có cường độ 7,1 độ Richter xảy ra tại Đảo Nam ở New Zealand lúc 4:35 giờ New Zealand vào ngày 4 tháng 9 năm 2010, gây ra nhiều thiệt hại tại Christchurch, hay 16:35 ngày 3 tháng 9 UTC. Trận động đất này đã gây ra thiệt hại khắp nơi, đặc biệt là thành phố Christchurch. Hai cư dân đã bị trọng thương, một người bị một ống khói đổ vào và một người thị bị kính bay vào người. Một người tử vong do bị truỵ tim trong thời gian động đất.